# Omar Hakim
Omar Hakim, né le 12 février 1959 à New York, est un batteur américain de jazz, fusion, pop et rock.
Plus rarement, il est aussi guitariste, notamment sur l'album Procession du groupe Weather Report. 

## Biographie
Né le 12 février 1959 à New York, il commence la batterie à 5 ans, grâce à un jouet reçu à Noël. À 10 ans, il joue dans le groupe de son père, Hasan Hakim, ancien tromboniste dans les orchestres de Duke Ellington et Count Basie. Son père est un ami de John Coltrane, ce qui permet à Omar de côtoyer des batteurs influents comme Elvin Jones ou Art Blakey. À 11 ans, il étudie avec Clyde Lucas, le batteur du big band de Count Basie, ce qui contribuera à lui apporter une connaissance profonde de la tradition du jazz[source insuffisante].
En 1980, Mike Mainieri engage Omar Hakim dans le groupe Steps Ahead, ainsi qu'un autre élève de Music & Art (lycée public alternatif new-yorkais) où les deux étudient : Marcus Miller. La même année, Mike Mainieri produit Carly Simon qui engage Omar pour une tournée.
1983 marque un tournant dans la carrière du batteur, qui participe à des enregistrements de premier plan dans des styles très différents. Grâce à Miles Davis, il est engagé par Joe Zawinul dans le groupe Weather Report, au sein duquel Victor Bailey et lui-même remplacent la rythmique légendaire formée par  Jaco Pastorius et Peter Erskine. Hakim et Bailey font leurs débuts sur l'album Procession sur lequel il joue aussi la guitare et qui sera suivi de trois autres albums : Domino Theory (1984), Sportin' Life (1984) et This Is This! (1985). Hakim restera le batteur de Weather Report jusqu'à la séparation du groupe. Cette même année, son ami Nile Rodgers produit un album pour David Bowie et l'engage pour la batterie de Let’s Dance. Par ailleurs, il enregistre la batterie sur la chanson Money for Nothing sur l'album Brothers in Arms du groupe Dire Straits.
En 1984, il intègre le groupe de Sting pour le premier album solo du chanteur : The Dream of the Blue Turtles. A la fin de cette même année, il joue la batterie du titre "Money for Nothing" de Dire Straits, co-signé par Sting. Outre Omar Hakim, le groupe inclut Darryl Jones à la basse, Branford Marsalis au saxophone, clarinette et percussions et Kenny Kirkland aux claviers. Il participe aussi à la tournée subséquente de Sting ainsi qu'au film, "Bring on the night" en compagnie des choristes Dolette McDonald et Janice Pendarvis.
En 1986, il participe à l'album Tutu de Miles Davis, sur lequel il retrouve notamment Marcus Miller.
Cette même année sort le film documentaire Bring on the Night de Michael Apted, qui retrace la toute première tournée de Sting en tant qu'artiste solo  avec son groupe. Dans ce film, sa performance à la batterie sur le titre I Burn for You est considérée par certains critiques comme une des meilleures jamais filmées. Un solo puissant et virtuose qui donnait lieu chaque soir à une ovation debout[source insuffisante].
En 1989, il sort le premier de trois albums solos : Rythm Deep, qui sera suivi de Crucial 2 Groove (1990) et Groovesmith (2000).
Omar Hakim est aussi reconnu pour avoir su intégrer les appareils électroniques (batteries, boîtes à rythmes) à son jeu, ce qui étendit encore le champ de son éclectisme, lui permettant d'être aussi à l'aise sur une batterie électronique « V-Drum » avec Madonna, que sur une batterie acoustique dans le trio jazz de Hank Jones.
Omar Hakim est crédité sur plusieurs centaines d'albums qui recouvrent des styles variés tels que jazz, fusion, rock, R&B, pop, etc.
La liste de ses nombreuses collaborations inclut des artistes tels que : Anita Baker, Astrud Gilberto, Bobby McFerrin, Bruce Hornsby, Bruce Springsteen, Bryan Ferry, Carly Simon, Carole King, Céline Dion, Chaka Khan, Cheb Mami, Chic, Daft Punk, Dave Grusin, David Bowie, David Lee Roth, David Sanborn, Dire Straits, Ennio Morricone, Everything but the Girl, Herbie Hancock, George Benson, Gil Evans, Grover Washington, Jr., Jennifer Lopez, John Scofield, Journey, Kenny Loggins, Larry Carlton, Laurie Anderson, Lee Ritenour, Lionel Richie, Mariah Carey, Michael Brecker, Michael Franks, Michael Jackson, Michel Petrucciani, Mick Jagger, Miles Davis, Philip Bailey, Pino Daniele, Queen Latifah, Richard Bona, Richard Müller, Santana, Stanley Jordan, Sting, Tracy Chapman, Victor Bailey, Weather Report, Will Downing.

## Télévision
Entre 1988 et 1989, Omar Hakim est apparu régulièrement en tant que batteur du groupe maison dans le cadre du programme télévisé The Sunday Night Band, pendant la première demi-saison du set de performances musicales acclamé, Sunday Night sur la télévision de fin de soirée du réseau NBC. Après avoir été temporairement remplacé par le batteur JT Lewis pour le reste de cette saison, Omar est réapparu dans le groupe pour la deuxième saison à l'automne 1989, lorsque le programme est revenu sous un nouveau titre; Night Music.

## Discographie

### Solo
- Rhythm Deep (GRP, 1989)
- The Groovesmith (Oh Zone Entertainment, 2000)
- The Omar Hakim Experience (Ozmosis, 2014)[5]

### Participations
Victor Bailey
- 1989 Bottom's Up
- 1999 Low Blow
- 2001 That's Right

David Bowie
- 1983 Let's Dance
- 1984 Tonight
- 1989 Blue Jean
- 1989 Sound + Vision
- 1990 Changesbowie

Chic
- 1999 Live at the Budokan
- 2002 In Japan
- 2006 Night in Amsterdam

Miles Davis
- 1986 Tutu
- 1987 Music from Siesta
- 1989 Amandla

Najee
- 1986 Najee's Theme
- 1990 Tokyo Blue
- 1992 Just an Illusion
- 2000 Love Songs
- 2003 Embrace

Lee Ritenour
- 1988 Festival
- 1995 Larry & Lee
- 2005 World of Brazil

Special EFX
- 1988 Confidential
- 1988 Double Feature
- 1990 Just Like Magic
- 1991 Peace of the World
- 2013 Genesis

Weather Report
- 1983 Procession - Joue aussi la guitare et chante avec les chœurs.
- 1984 Domino Theory
- 1984 Sportin' Life
- 1985 This Is This! - Batterie sur Consequently
- 2002 Live and Unreleased - Joue sur 3 pièces.
- 2006 Forecast: Tomorrow
- 2011 Live in Cologne 1983[5]

Sting
- 1985 The Dream of the Blue Turtles
- 1986 Bring on the Night
- 2019 My Songs - Batterie sur If You Love Somebody Set Them Free

Collaborations
- 1979 Love Approach, Tom Browne
- 1981 As We Speak, David Sanborn
- 1981 Africa Center of the World, Roy Ayers
- 1981 Clean Sweep, Bobby Broom
- 1983 Mobo Vol. 1, Kazumi Watanabe
- 1983 Mobo Vol. 2, Kazumi Watanabe
- 1983 Sorrow Is Not Forever...But Love Is, Urszula Dudziak
- 1983 In Your Eyes, George Benson
- 1985 Brothers in Arms  de Dire Straits - Joue sur la chanson Money for Nothing avec Sting au chant.
- 1985 Magic Touch, Stanley Jordan
- 1986 Deep in the Heart of Nowhere, Bob Geldof
- 1986 Inside Out, Philip Bailey - Avec Phil Collins. - Joue sur 2 chansons, "Welcome to the Club" et "The Day Will Come"
- 1986 Premonition, Peter Frampton
- 1986 Heartbeat, Don Johnson
- 1986 Still Warm, John Scofield
- 1987 Hai Hai, Roger Hodgson
- 1987 I Never Said Goodbye, Sammy Hagar
- 1987 Primitive Cool, Mick Jagger
- 1988 C.K., Chaka Khan
- 1988 Giving You the Best That I Got, Anita Baker
- 1988 Ivory Coast, Bob James
- 1988 Julia Fordham, Julia Fordham
- 1989 City Streets, Carole King
- 1989 Late Nite, Neal Schon
- 1989 Migration, Dave Grusin
- 1989 Spellbound, Joe Sample
- 1990 Ashes to Ashes, Joe Sample
- 1990 Deliverance, Jonathan Butler
- 1990 Heal Our Land, Jonathan Butler
- 1990 Mariah Carey, Mariah Carey
- 1990 Fires of Eden, Judy Collins
- 1990 Now You See It...Now You Don't, Michael Brecker
- 1990 Paint Another Picture, Darlene Love
- 1991 Curves Ahead, The Rippingtons
- 1991 Playground, Michel Petrucciani
- 1991 In My Wildest Dreams, Tom Garant
- 1992 Kiss My Axe, Al Di Meola
- 1992 Matters of the Heart, Tracy Chapman
- 1992 Tongues and Tails, Sophie B. Hawkins
- 1993 Harbor Lights, Bruce Hornsby
- 1993 Truest Heart, Nelson Rangell
- 1993 The Sun Don't Lie, Marcus Miller
- 1995 Relish, Joan Osborne
- 1996 Live at Seventh Avenue South, Mike Mainieri
- 1996 Louder Than Words, Lionel Richie
- 1996 Soulful Strut, Grover Washington Jr.
- 1997 Let's Talk About Love, Céline Dion
- 1997 Old Devil Moon, Carmen Lundy
- 1998 Foolish Games, Jewel
- 1999 Scenes from My Life, Richard Bona
- 2000 Celebrating the Music of Weather Report, Jason Miles
- 2000 Eye Contact, Jay Beckenstein
- 2000 Lunar Eclypse, Gil Evans
- 2001 Dellali, Cheb Mami
- 2002 Beyond Words, Bobby McFerrin
- 2003 Diamond Dave, David Lee Roth
- 2003 The Reel Me, Jennifer Lopez
- 2005 I on U, Neal Schon
- 2005 Something to Be, Rob Thomas
- 2010 Hello Tomorrow, Dave Koz
- 2010 Homeland, Laurie Anderson - Sur Only an Expert avec Lou Reed à la guitare.
- 2012 Traveler, Jerry Douglas
- 2013 Fire Within, Birdy
- 2013 Random Access Memories, Daft Punk
- 2016 Before the Dawn, Kate Bush

### Filmographie
- 1985 : Bring on the Night - Film documentaire de Michael Apted - Lui-même
- 1990 : Grammy Legends - Film docu de Walter C. Miller - Lui-même
- 1993 : Madonna: The Girlie Show - Live Down Under - Film docu de Mark 'Aldo' Miceli - Lui-même